# جورج آکرز (بازیکن فوتبال)
جورج آکرز (انگلیسی: George Akers) بازیکن فوتبال اهل بریتانیا بود.
از باشگاه‌هایی که در آن بازی کرده‌است می‌توان به باشگاه فوتبال پرستون نورث اند اشاره کرد.